# Platygaster ensifer
Platygaster ensifer är en stekelart som först beskrevs av John Obadiah Westwood 1833.  Platygaster ensifer ingår i släktet Platygaster och familjen gallmyggesteklar. Inga underarter finns listade i Catalogue of Life.